# Demultiplexer

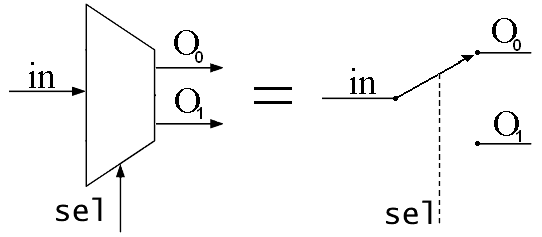
En 1:2 demultiplexer

En demultiplexer (kortform demux) är inom elektroniken en anordning som bland flera insignaler väljer en (och endast en) utsignal beroende på kontrollsignal. En demultiplexer är motsatsen till en multiplexer.
Antag att du vill konstruera en 1:2-demultiplexer; den enklaste sorten med en ingång och två möjliga utgångar. Då kopplas insignalen till logikkretsar (OCH-, och ELLER-grindar) för att aktiveras när rätt "adress" skickas. I exemplet kanske utgång nr 1 vara "påslagen" då insignalen är noll; annars utgång nr 2.
Det går sedan bra att konstruera större demultiplexrar "från scratch", alternativt bygga dessa av mindre demultiplexrar.
Används till exempel vid adressavkodning i datorsystem.